# Mike Mayhew
Mike Mayhew (né en 1980) est un peintre originaire de Nouvelle-Zélande basé en Suisse.

## Vie et art
Mike Mayhew est né à Christchurch, en Nouvelle-Zélande. En 1999, il a suivi des cours d'art à Hagley College, et, en 2003, a été diplômé en art et design à l'école Polytechnique de Christchurch.
En 2005, il a fondé le groupe de stuckistes de la ville de Christchurch, la première du mouvement en Nouvelle-Zélande.
En 2006, Mayhew a été l'un des artistes du "The Triumph of Stuckism" (Le Triomphe du Stuckism), une exposition à la Hope Street Gallery, université de Liverpool John-Moores, organisée par Naïve John sur invitation du Professeur Colin Jachères, chaire de la Recherche à la Liverpool School of Art and Design, et une partie de la Biennale de Liverpool en 2006.